# Светионик у Александрији
Светионик у Александрији (грч. ὁ Φάρος τῆς Ἀλεξανδρείας) једно је од седам светских чуда. Направљен је између 300. и 280. п. н. е. на полуoстрву Фаросу.‍:p. 11 Направио га је грчки архитекта Сострат. Од свих светских чуда, једино је светионик у Александрији, поред своје архитектонске чудесности, имао и практичну намену — омогућавао је бродовима безбедан повратак у Велику луку Александрије. У архитектонском смислу, овај светионик је ипак имао највећи значај — то је била највиша грађевина на свету у то време и њена светлост се могла видети на 50 km од александријске обале.‍:p. 147
Недуго након смрти Александра Великог (Македонског), његов намесник Птолемеј I Сотер преузео је власт над Египтом. Подигао је и узео за своју престоницу Александрију у чијој се близини налази острво Фарос, а за чије име се верује да потиче од речи Пхарао’с, што значи „фараоново острво“. Острво је са обалом било повезано помоћу насипа названог Хептастадион који је постао друга лука Александрије. Услед неповољних услова за пристајање бродова и плитке обале тог региона, изградња светионика је била неопходна.
Изградњу је започео Птолемеј I Сотер око 290. године п. н. е, а она је завршена након његове смрти, током владавине његовог сина Птолемеја Филаделфа. Состратус, Еуклидов савременик, био је архитекта светионика, али су детаљне прорачуне за грађевину извршили научници александријске библиотеке-музеја. Како сведочи грчки писац Страбон трошкови изградње светионика били су изузетно велики. Легенда каже да је Сострат, дуго трагао за грађевинским материјалом за темељ, који би могао одупрети морској води. Најзад је свој џиновски торањ сместио на огромне стаклене блокове. Светионик је био висок преко 117 m и у подножју имао око 300 соба.. На највишем спрату ноћу је горела ватра, а дању се сигнализирало огледалима. Фарос је морепловцима из свих крајева света омогућавао да безбедно уплове у луку Александрије.
Светионик је био посвећен боговима спаситељима — Птолемеју Сотеру (у преводу значи спаситељ) и његовој жени Береници. Вековима је Фароски светионик био знамење александријске луке који је ноћу светлео помоћу упаљене ватре, а дању је огледалима рефлектовао сунчеву светлост. Овај светионик је био приказан и на римским новчићима.
Када су Арапи покорили Египат, дивили су се Александрији и њеном богатству. Светионик наставља да се помиње у њиховим списима и путничким извештајима. Ипак, нови владари су престоницу преместили у Каиро, с обзиром да нису имали никаквих веза са Медитераном. Када је грешком велико огледало светионика разбијено, оно није било ни замењено. Велики земљотрес 956. године н. е. потресао је Александрију и нанео мања оштећења светионику, а затим су два још јача земљотреса (1303. и 1323. године н. е.) нанела нова, још већа оштећења. Када је познати арапски путник Ибн Батута посетио Александрију 1349. године н. е., није могао да уђе у руинирани светионик, чак ни да приђе његовом главном улазу. Последње поглавље у историји светионика догодило се 1480. године н. е. када је египатски султан Мамелук Ћатбеј одлучио да ојача одбрамбене зидине града Александрије — изградио је средњовековну тврђаву на истом месту на којем се налазио светионик, користећи његов грађевински материјал, пре свега мермер. Део тврђаве су 1882. године срушили британски бродови приликом заузимања Александрије. Данас се ту налази Поморски музеј.
Од шест уништених светских чуда, светионик је нестао последњи. У списима савременика, Страбоа и Плинија старијег, могу се наћи детаљни описи светионика и начина његовог функционисања. Они описују на који начин је огледало рефлектовало светлост десетинама километара на пучину и износе легенду по којој је огледало такође коришћено и за спаљивање непријатељских бродова пре него што би се уопште и приближили луци. Архитектонски, овај светионик је оставио великог трага и утицаја на касније изграђене светионике дуж Медитерана и у Шпанији, а данас се у романским језицима (француском, италијанском, шпанском) светионик каже „фарос“.